# Lakhna
Lakhna é uma cidade e uma nagar panchayat no distrito de Etawah, no estado indiano de Uttar Pradesh.

## Geografia
Lakhna está localizada a 26° 39′ N, 79° 09′ L. Tem uma altitude média de 143 metros (469 pés).

## Demografia
Segundo o censo de 2001, Lakhna tinha uma população de 10,452 habitantes. Os indivíduos do sexo masculino constituem 52% da população e os do sexo feminino 48%. Lakhna tem uma taxa de literacia de 69%, superior à média nacional de 59.5%: a literacia no sexo masculino é de 73% e no sexo feminino é de 64%. Em Lakhna, 15% da população está abaixo dos 6 anos de idade.